# Shahrestān di Zaboli
Lo shahrestān di Zaboli (farsi شهرستان زابلي) è uno dei 18 shahrestān del Sistan e Baluchistan, precedentemente era una circoscrizione dello shahrestān di Saravan. Il capoluogo è Zaboli, una città di 7.672 abitanti (2006).